# スポット (潜水艦)
スポット (USS Spot, SS-413) は、アメリカ海軍の潜水艦。バラオ級潜水艦の一隻。艦名は大西洋岸に生息するニベ科の小型の食用魚、スポットに因んで命名された。

## 艦歴
スポットは1943年8月24日にカリフォルニア州ヴァレーホのメア・アイランド海軍造船所で起工した。1944年5月19日にA・A・ジーゼルマン夫人によって命名、進水し、1944年8月3日に艦長ウィリアム・S・ポスト・ジュニア中佐（アナポリス1930年組）の指揮下就役する。メア・アイランドでの艤装は9月18日に完了し、スポットは整調のためサンディエゴに移動した。ドック作業後スポットはハワイに向けて出航、11月14日に真珠湾に到着した。

### 第1の哨戒 1944年12月 - 1945年1月
12月4日、スポットは最初の哨戒でバラオ (USS Balao, SS-285) と共に東シナ海および黄海方面に向かった。2隻は途中アイスフィッシュ (USS Icefish, SS-367) と合流し、12月15日にサイパン島に到着した。その2日後、ウルフパックは哨戒海域に向けて出航。1945年1月7日、スポットは北緯31度20分 東経123度04分 / 北緯31.333度 東経123.067度の地点で2隻のトロール船を艦載砲で撃沈した。4日後の1月11日にも砲撃により小型の輸送船を破壊する。13日には北緯29度55分 東経123度00分 / 北緯29.917度 東経123.000度の上海沖で2隻のトロール船を艦載砲で撃沈し、翌日も2隻の35トン級のトロール船を撃沈する戦果を挙げた。1月18日から19日にかけての夜に行われたエリオット諸島での掃討でスポットは貨物船およびタンカーを撃破した。朝鮮半島西方でスポットは小型船を観測し、最後の魚雷3本を発射した。しかし全弾が目標を外れる。残るは20ミリ砲弾1,300発のみであった。スポットは800ヤード（約700メートル）の距離まで接近し、砲撃を開始した。敵船は体当たりを試みたもの失敗した。敵船は沈黙したものの、沈没することはなかった。スポットは1時間待機し、続いて7名から成る部隊を編成、敵船に移乗し爆破および機密資料の捜索に向かった。移乗からおよそ10分後、船は放棄され船尾から沈み始め、日本兵1名が捕虜として確保された。1月30日、スポットは55日間の行動を終えてミッドウェー島に帰投。修理および訓練が行われた。

### 第2の哨戒 1945年2月 - 5月
2月24日、スポットは2回目の哨戒でクイーンフィッシュ (USS Queenfish, SS-393)、シーフォックス (USS Sea Fox, SS-402) とウルフパックを構成し東シナ海に向かった。
3月17日、担当海域における2日目の晩、スポットは北緯25度58分 東経119度58分 / 北緯25.967度 東経119.967度 の白犬島近海で悪天候を避け避泊しようとしたタモ49船団を発見。1時ごろ、スポットは機関故障で遅れて航行していた生駒山丸（明治海運、3,173トン）に対して雷撃を行い、1本の命中を得て火災を発生させた。生駒山丸は馬祖島に座礁して修理を行ったが、3月26日にアメリカ陸軍航空隊の爆撃を受けて放棄された。次いで、3時35分に北緯25度33分 東経120度10分 / 北緯25.550度 東経120.167度の牛山島沖で貨客船・南京丸（大阪商船、3,005トン）に対して魚雷を発射。魚雷が命中した南京丸は瞬時に大爆発を起こして轟沈した。スポットは一連の攻撃で魚雷全弾を消費。攻撃は悪天候の中浅海で行われ、スポットは浅海で潜航する不利を嫌って浮上し離脱を図ったものの、反撃してきた第17号掃海艇を回避することができず、第17号掃海艇は4,200ヤード（約3,800メートル）まで接近して砲撃を始めた。荒れる海の中、スポットは艦載砲による反撃を始めた。雨で甲板が濡れて難渋したものの、幸運にも5インチ砲弾が第17号掃海艇の前方艦載砲真下に命中。スポットは、一時は90メートルまで接近した第17号掃海艇の攻撃をかろうじて回避した。スポットは砲手を回収し潜航を始めた。護衛艦は少数の爆雷を投下したが、スポットは損傷を負うことはなかった。
3月23日、スポットは補給のためサイパン島に一時帰投。4日後、補給を終えたスポットは哨戒を再開した。31日に識別信号を発さない駆逐艦を観測する。スポットが接近すると、駆逐艦はスポットの方に転回し速度を上げた。その距離がおよそ5,500ヤードまで接近すると、駆逐艦は砲撃を開始した。スポットは識別弾を発射し、駆逐艦は2度目の砲撃で応答した。スポットが潜航した後、別の砲撃が司令塔の上に対して行われた。駆逐艦はその後ケース (USS Case, DD-370) であったことが確認された。スポットはこの一件では損害を受けることはなかった。
4月の最初の週、スポットは紀伊水道入口において哨戒した。マーク・ミッチャー中将の高速空母任務部隊の艦載機が4月7日に東シナ海において伊藤整一中将の日本艦隊を攻撃し、戦艦・大和、軽巡洋艦・矢矧、駆逐艦・磯風、浜風、朝霜、霞を撃沈、スポットも同海域を哨戒した。その後中国沿岸を哨戒し、4月14日にはトロール船を撃沈。続いて黒山島を偵察、同島の無線所に対して砲撃を行った。4月25日の晩にも浮上して砲撃を行い、燃油貯蔵所、いくつかの建造物および無線所を炎上させた。5月4日、スポットは61日間の行動を終えてグアムアプラ港に帰投。艦長がジャック・M・セイムア（アナポリス1935年組）に代わった。

### 第3の哨戒 1945年6月 - 7月
6月1日、スポットは3回目の哨戒で日本近海に向かった。この哨戒は本州沖での6月23日までの救助配備任務が主なものとなった。続いて東シナ海と黄海を偵察し、7月9日には北緯38度18分 東経124度03分 / 北緯38.300度 東経124.050度の地点で砲撃により2隻のジャンクを撃沈した。7月18日、スポットは40日間の行動を終えてサイパン島に帰投。翌日ハワイに向けて出航した。スポットは拡張オーバーホールのため7月29日に真珠湾に到着し、終戦時も作業中であった。
スポットは第二次世界大戦の戦功で4個の従軍星章を受章した。

### 戦後
作業を終えたスポットは、8月27日にサンディエゴに向けて出航。9月3日から1946年3月2日まで対潜水艦戦訓練の支援を行う。その後サンフランシスコに向けて出航、不活性化の準備に入る。スポットは6月19日にメア・アイランド海軍造船所で退役し、予備役艦隊入りした。

### チリ海軍で
1961年1月、スポットはチリへの貸与に備えて真珠湾に曳航され近代化が施された。その後チリ海軍の要員が訓練のため乗り込み、1962年1月12日に軍事援助貸与計画の下チリ政府に貸与された。チリ海軍ではロバート・ウィンスロップ・シンプソン提督に因んでシンプソン (CNS Simpson, SS-21) と命名された。シンプソンは1962年4月23日にチリに到着した。
シンプソンは1975年8月1日にチリに売却され、アメリカ海軍から除籍された。シンプソンは1982年にチリ海軍を除籍されたが、その後の詳細は不明である。

## 登場作品
『復活の日』
イギリス海軍の架空の原子力潜水艦「ネレイド号」として撮影に使用されている。